# Damayanti Tambay
Damayanti Tambay (* 2. Mai 1948 in Allahabad, geborene Damayanti Subedar) ist eine indische Badmintonspielerin, Hochschullehrerin, Bürgerrechtlerin und Aktivistin der Frauenbewegung. 

## Karriere
Damayanti Tambay gewann von 1968 bis 1970 drei Dameneinzeltitel in Folge bei den nationalen indischen Meisterschaften im Badminton. 1968 war sie zusätzlich auch im Damendoppel erfolgreich. Später wurde sie Sportinstrukteur an der Jawaharlal-Nehru-Universität in Neu-Delhi.
Seit dem indisch-pakistanischen Krieg Anfang der 1970er Jahre ist ihr Mann, indischer Armeeangehöriger, verschollen. Unter anderem deshalb engagiert sich Tambay politisch in der Bürgerrechts- und Frauenbewegung.

## Sportliche Erfolge
| Saison | Veranstaltung                 | Disziplin   | Platz | Name                           |
| ------ | ----------------------------- | ----------- | ----- | ------------------------------ |
| 1968   | Indien: Einzelmeisterschaften | Dameneinzel | 1     | Damayanti Tambay               |
| 1968   | Indien: Einzelmeisterschaften | Damendoppel | 1     | Damayanti Tambay / Jo Phillips |
| 1969   | Indien: Einzelmeisterschaften | Dameneinzel | 1     | Damayanti Tambay               |
| 1970   | Indien: Einzelmeisterschaften | Dameneinzel | 1     | Damayanti Tambay               |